# Buff Bay
Buff Bay är en ort i Jamaica.   Den ligger i parishen Parish of Portland, i den östra delen av landet, 30 km nordost om huvudstaden Kingston. Buff Bay ligger 15 meter över havet och antalet invånare är 2 757.
Runt Buff Bay är det ganska tätbefolkat, med 96 invånare per kvadratkilometer. Närmaste större samhälle är Annotto Bay, 11,8 km väster om Buff Bay. I omgivningarna runt Buff Bay växer i huvudsak städsegrön lövskog.